# 冉雍

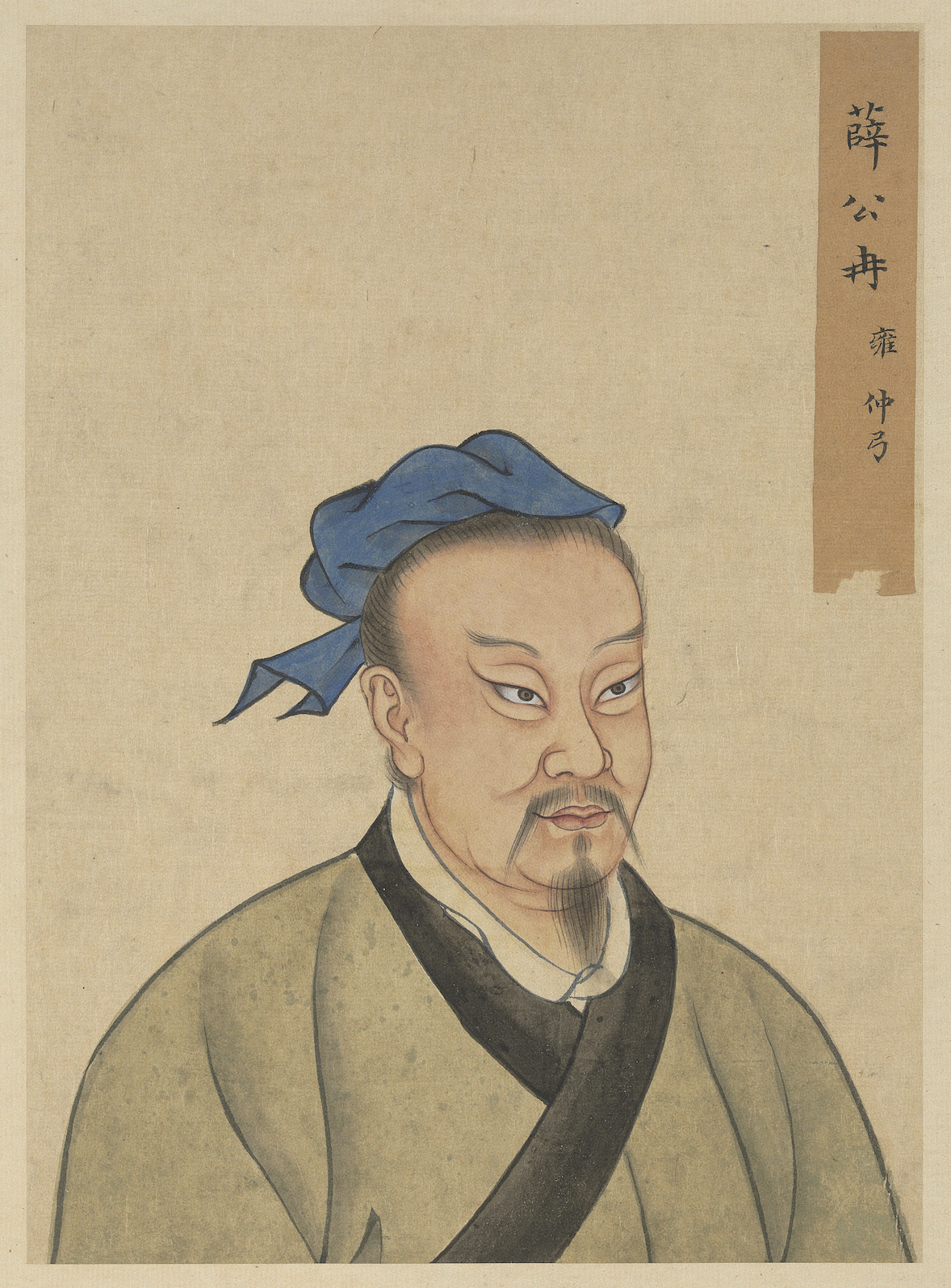
冉雍像（國立故宮博物院藏）。

冉雍（前522年—？），字仲弓，春秋末年鲁国（今山东曲阜）人。生于鲁昭公二十年。孔子弟子，孔門十哲之一，少孔子二十九岁。唐赠薛侯，宋封下邳公，改封薛公。有人認為，仲弓是荀子推崇的儒家學者子弓。

## 簡介
仲弓與冉有、冉伯牛同族，生于不肖之父。為人敦厚、氣度寬宏，在孔門以德行著稱，早年拜师於孔子，孔子稱贊他可以做南面王，《论语》记其名与字11次，並尊冉雍为孔門十哲德行科弟子之一。
仲弓曾問於孔子，孔子教仲弓存心敬恕，重視修身，辦事從大體著想，多舉賢才。孔子知名的「己所不欲，勿施於人」就是跟仲弓說的。随孔子周游列国后，回鲁後的第三年（鲁哀公十三年，公元前482年），四十一岁的仲弓当上了魯國季氏的家宰(总管)。

## 冉子後代
冉子第67代冉天琳於雍正6年，旨授翰林院五經博士。